# Константиновка (Сахновщинский район)
Константиновка (укр. Костянтинівка) — село, Новочернещинский сельский совет, Сахновщинский район, Харьковская область, Украина.
Код КОАТУУ — 6324885003. Население по переписи 2001 года составляет 472 (219/253 м/ж) человека.

## Происхождение названия
До революции 1917 года в селе жил помещик Константин Стрюков, поэтому село иногда называли Стрюковка. До сих пор в селе можно найти кирпичи светлого цвета с клеймом КС с его кирпичного завода.

## География
Село Константиновка находится на левом берегу реки Богатая,
выше по течению на расстоянии в 3,5 км расположено село Загаркушино,
ниже по течению на расстоянии в 2 км расположено село Новая Чернещина.

## История
- 1850 — дата основания.

## Известные уроженцы, жители
Белый, Владимир Васильевич (1894—1937) — украинский советский педагог, этнограф.

## Экономика
- ДП Агрофирма «Виктория» II отделение.
- ООО им. Чапаева.

## Достопримечательности
- Братская могила советских воинов. Похоронено 14 воинов.